# Boa Esperança (ort i Brasilien, Espírito Santo, Boa Esperança, lat -18,54, long -40,30)
Boa Esperança är en ort i Brasilien.   Den ligger i kommunen Boa Esperança och delstaten Espírito Santo, i den sydöstra delen av landet, 900 km öster om huvudstaden Brasília. Boa Esperança ligger 132 meter över havet och antalet invånare är 9 254.
Terrängen runt Boa Esperança är platt. Runt Boa Esperança är det ganska glesbefolkat, med 48 invånare per kvadratkilometer.. Det finns inga andra samhällen i närheten.
Omgivningarna runt Boa Esperança är huvudsakligen savann.